# Auslegungsstörfall
Auslegungsstörfälle eines Kernkraftwerks (KKW) sind Störfälle, für deren Beherrschung die Sicherheitssysteme noch ausgelegt sein müssen. Außerhalb der Anlage dürfen bei ihrem Eintritt geltende Störfallgrenzwerte der Strahlenbelastung nicht überschritten werden.

## Begriffe

### Schadenhöhe
Jeder denkbare Unfall ist grundsätzlich durch zwei verschiedene Größen charakterisiert, die man zumindest schätzungsweise durch Zahlen zu beschreiben versucht. Die erste Größe ist die Schwere der Unfallfolgen, die sogenannte Schadenhöhe.

### Eintrittswahrscheinlichkeit
Die zweite Kerngröße ist die Eintrittswahrscheinlichkeit, also die Häufigkeit, mit der das Ereignis auftritt. Geschätzte Eintrittswahrscheinlichkeiten von Auslegungsstörfällen liegen – je nach Schätzmethode und Reaktortyp – bei 1/3625 bis 1 Millionstel je Reaktorjahr.

### Risiko
Das Produkt aus Schadenhöhe und Eintrittswahrscheinlichkeit wird als Risiko bezeichnet. Es wird beispielsweise in der Versicherungswirtschaft als Kalkulationsgrundlage für Tarife benutzt.

### Auslegungsstörfall
Auslegungsstörfälle sind theoretisch vorstellbare Unfallszenarien, die bei der Auslegung einer kerntechnischen Anlage von der Genehmigungsbehörde als Planungsgrundlage vorgegeben werden und deswegen vom Antragsteller anzunehmen sind. Ihre Beherrschbarkeit ist im Rahmen des Genehmigungsverfahrens nachzuweisen. Das wichtigste Mittel hierzu ist die Redundanz. Grundlage für den Nachweis sind technisch-physikalische Modelle für die Beherrschung des Störfalls. Noch schwerere Unfälle, deren Risiko jedoch unter der Risiko-Akzeptabilitätsschwelle liegt, heißen „auslegungsüberschreitende Störfälle“. Für sie werden Maßnahmen zu ihrem Ausschluss oder zur Begrenzung ihrer Auswirkungen entwickelt, die ebenfalls im Genehmigungsverfahren nachzuweisen sind.

### GAU
Ein Auslegungsstörfall wird häufig GAU genannt. Diese Bezeichnung, Abkürzung für größter anzunehmender Unfall, geht zurück auf das in der Frühzeit der Kernenergienutzung in den USA entwickelte Konzept des maximum credible accident. Dieses beschränkte die Auslegung von Anlagen auf die Beherrschung eines bestimmten großen Unfalltyps, nämlich des vollständigen Abrisses einer Hauptkühlmittel-Leitung, während die Notkühlung teilweise funktionsfähig bleibt. Bei heutigen Neubauten wie dem EPR wird dieses Konzept nicht mehr angewendet, so dass der Begriff GAU hier strenggenommen fehl am Platze ist.

### Super-GAU
Bei auslegungsüberschreitenden Störfällen wird häufig von einem Super-GAU gesprochen. Während die Folgen eines GAUs (größten anzunehmenden Unfalls) für Mensch und Umwelt bei Funktionieren der Sicherheitsmaßnahmen nicht spürbar sind, kommt es bei einem Super-GAU zu einer Kontamination der Umwelt. (Der Vorsatz „Super-“ entspricht hier der ursprünglichen lateinischen Wortbedeutung ‚über ... hinaus‘.)

## Auslegungsstörfall
Eine Bedingung für die Genehmigung von kerntechnischen Anlagen ist der Nachweis, dass bei keinem Auslegungsstörfall die Grenzwerte für die Freisetzung radioaktiven Materials in die Umwelt überschritten werden. Bei der Planung einer kerntechnischen Anlage müssen daher unterschiedliche Szenarien berücksichtigt werden. Es sind verschiedene Störfälle denkbar, die zur Freisetzung von strahlendem Material führen würden, wenn die Anlage nicht gegen einen solchen Unfall ausgelegt wäre. Bei deutschen Kernkraftwerken mit Druckwasserreaktor ist ein Auslegungsstörfall beispielsweise ein Bruch der Hauptkühlmittelleitung mit massivem Kühlmittelverlust. Die Gesamtheit der anzuwendenden Auslegungsstörfälle ist festgelegt in den Sicherheitskriterien für Kernkraftwerke.

### Nachrüstpflicht
Da mit der Zeit neue Erkenntnisse über mögliche Unfallabläufe gewonnen werden, kann es notwendig sein, neue Auslegungsstörfälle zu postulieren oder bestehende zu verschärfen. Das kann das Nachrüsten von zusätzlichen Sicherheitseinrichtungen erforderlich machen und gegebenenfalls bis zum Entzug der Betriebsgenehmigung führen. Ein Beispiel dafür sind die Folgerungen aus dem Unfall in Three Mile Island im Jahr 1979. Dort entstand durch eine chemische Reaktion von Wasser mit dem heißen Material des geschmolzenen Reaktorkerns (siehe Kernschmelze) innerhalb weniger Stunden eine große Menge Wasserstoffgas. Diese Gasentwicklung war in der Auslegung der Kernkraftwerke bis dahin nicht berücksichtigt worden. Einige Jahre nach dem Unfall wurden die Betreiber deutscher Kernkraftwerke verpflichtet, Vorkehrungen gegen diese Gefahr zu treffen. Das geschah durch die Nachrüstung der Anlagen mit im Notfall zu betätigenden Ventilen zur Druckentlastung (Wallmann-Ventil) und Rekombinatoren (Töpfer-Kerzen).

### Stand der Technik
Der Betreiber eines Kernkraftwerks muss entsprechend dem fortschreitenden Stand von Wissenschaft und Technik geeignete und angemessene Sicherheitsvorkehrungen umsetzen, um über die Anforderungen bei der Genehmigung hinaus weitere Vorsorge gegen Risiken für die Allgemeinheit zu leisten.
Dabei helfen den Betreibern technisch-wissenschaftliche Forschungs- und Sachverständigenorganisationen, in Deutschland zum Beispiel die GRS, in Frankreich das Institut de Radioprotection et de Sûreté Nucléaire, in Japan die Japan Nuclear Energy Safety Organization.

## Auslegungsüberschreitender Störfall
Als auslegungsüberschreitende Störfälle werden Unfälle bezeichnet, bei denen stärkere Belastungen auftreten als beim oben definierten Auslegungsstörfall. Bei einer Freisetzung von Radioaktivität jenseits der gesetzlich festgelegten Grenzwerte ist definitionsgemäß der Rahmen des Auslegungsstörfalls überschritten, es handelt sich um einen auslegungsüberschreitenden Störfall.
Streng genommen erfüllt ein Unfall ab der INES-Stufe 5 diese Bedingung. Ein auslegungsüberschreitender Störfall mit INES-Stufe 5 ereignete sich beispielsweise 1957 im britischen Nuklearkomplex Sellafield (früher Windscale, siehe Windscale-Brand) und auch im amerikanischen Kernkraftwerk Three Mile Island (1979). Es ist jedoch in der Politik beziehungsweise Presse üblich, erst schwere und katastrophale Unfälle als „Super-GAU“ zu bezeichnen (INES 6 und INES 7). Bekannteste Beispiele für Super-GAUs sind die Katastrophen von Fukushima (2011) und Tschernobyl (1986). In manchen Fällen wurden der Standort und seine Umgebung auf lange Zeit unbewohnbar, beispielsweise die vier Kilometer vom Kernkraftwerk Tschernobyl gelegene Stadt Prypjat. 
Maßnahmen für den Fall auslegungsüberschreitender Störfälle sind im Notfallhandbuch des jeweiligen Kraftwerks festgelegt. Mögliche auslegungsüberschreitende Störfälle werden außerdem in die Katastrophenschutzplanungen der Behörden einbezogen. Durch Stresstests können zudem die Sicherheitsreserven ermittelt werden, die bei auslegungsübergreifenden Störfällen noch zur Verfügung stehen, um etwaige Auswirkungen auf die Umwelt zu mindern.
Durch einen auslegungsüberschreitenden Störfall geht in der Regel die Investition in die betroffene kerntechnische Anlage vollständig verloren. Kosten für Notfallmaßnahmen, für die Beseitigung der Unfallschäden (soweit möglich) und volkswirtschaftliche Kosten (beispielsweise durch zusätzliche Krebserkrankungen) können die bis dahin erwirtschafteten Betriebsgewinne um ein Vielfaches überschreiten. Diese Risiken versichert kein Versicherungsunternehmen; den größten Teil tragen die Staaten, also deren Steuerzahler.

## Kritik
In den 1960er Jahren entstand der Begriff GAU in Fachgremien. Bis 1965 glaubte man, dass zumindest eine teilweise Kernschmelze toleriert werden kann. Der GAU war damals eher eine „bürokratische Fiktion“, schrieb der Bielefelder Historiker Joachim Radkau 1983, richtig ernst nahm man die Gefahr nicht. Als in den 1970ern immer mehr Meiler ans Netz gingen und – nach der ersten Ölkrise – über hundert Kernkraftwerke in Westdeutschland geplant wurden, nahm die Sicherheitsdebatte eine Wende: Die Unfallwahrscheinlichkeit rückte nun in den Mittelpunkt der Diskussion.